# Вардарева къща
Вардаревата къща (на гръцки: Οικία Βαρδάρη) е къща в град Воден, Гърция.
Къщата е разположена в традиционния квартал Вароша на улица „Македономахи“ № 22. Изградена е в XIX век. Собственост е на Ал. Вардарис.
В 1988 година като пример за традиционната градска архитектура на XIX век е обявена за паметник на културата.